# Club Nacional de Football
A Club Nacional de Football egy sportintézmény Uruguayban. 1899. május 14-én alapították Montevideóban.
Bár a labdarúgás áll a szervezet középpontjában, számos más sportággal (kosárlabda, tenisz, kerékpározás, röplabda, futsal, sakk stb.) képviseltetik magukat a hazai illetve a nemzetközi porondon.

## Története
A labdarúgócsapat az ősi rivális Peñarol mellett Uruguay legsikeresebb egyesülete.
A Primera División trófeáját 46 alkalommal, a Libertadores-kupát 3-szor emelték a magasba.
Ráadásul az utóbbi sorozatban 515 összesítésben megszerzett pontjukkal Dél-Amerika összes klubja fölé nőttek.
Hazájukból az egyetlen csapat, amelyik győztesen távozott a Copa Interamericana (1972, 1989) és a Recopa Sudamericana (1989) sorozatból.
Nyert trófeák tekintetében Uruguayban a legsikeresebb klub. Eddig összesen 132 hazai és 21 nemzetközi címnek örvendhettek a szurkolókkal együtt (ebből 9 cím a CONMEBOL és a FIFA által is elismert).
Mezük Uruguay nemzeti hősének, José Gervasio Artigas zászlajának színeit viseli.
Legtöbb mérkőzésüknek a csapat stadionja (Parque Central), de néhány meccsnek a rivális Centenario ad otthont.
Stadionjuk büszkélkedhet a világbajnokságok történetének egyik nyitómérkőzésével, melyet az Egyesült Államok, Belgium csapata ellen játszott le 1930. július 13-án.
2013-ban a klub alkalmazottjainak teljes létszáma meghaladta a 60 000 főt.

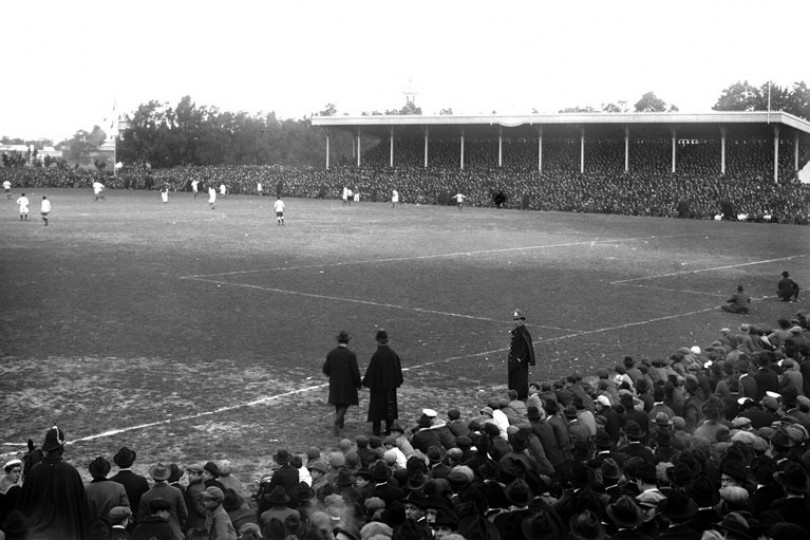
Az Estadio Gran Parque Central 1900-ban

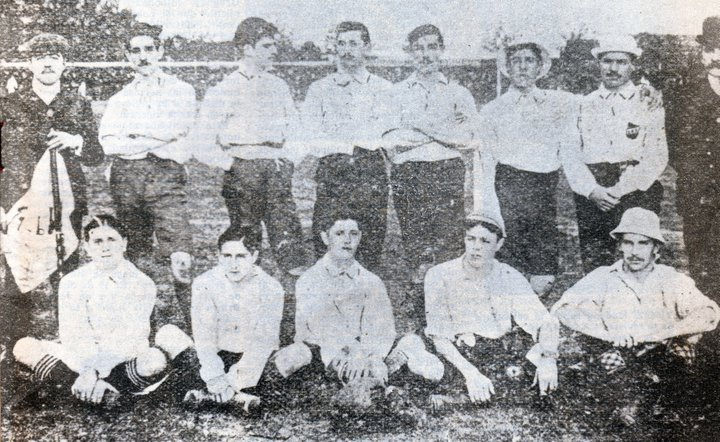
Az 1903-as bajnokcsapat

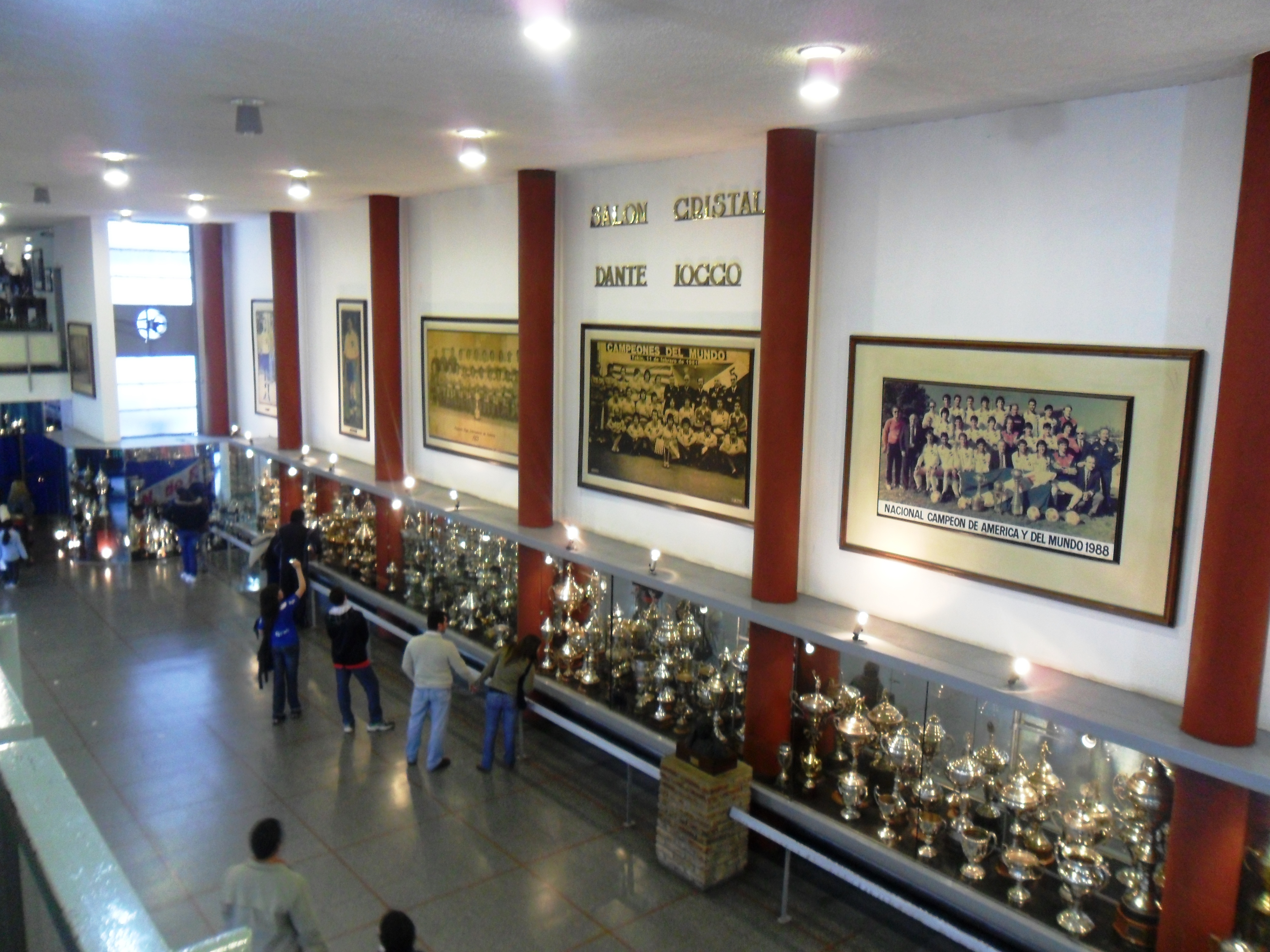
A klub vitrinje

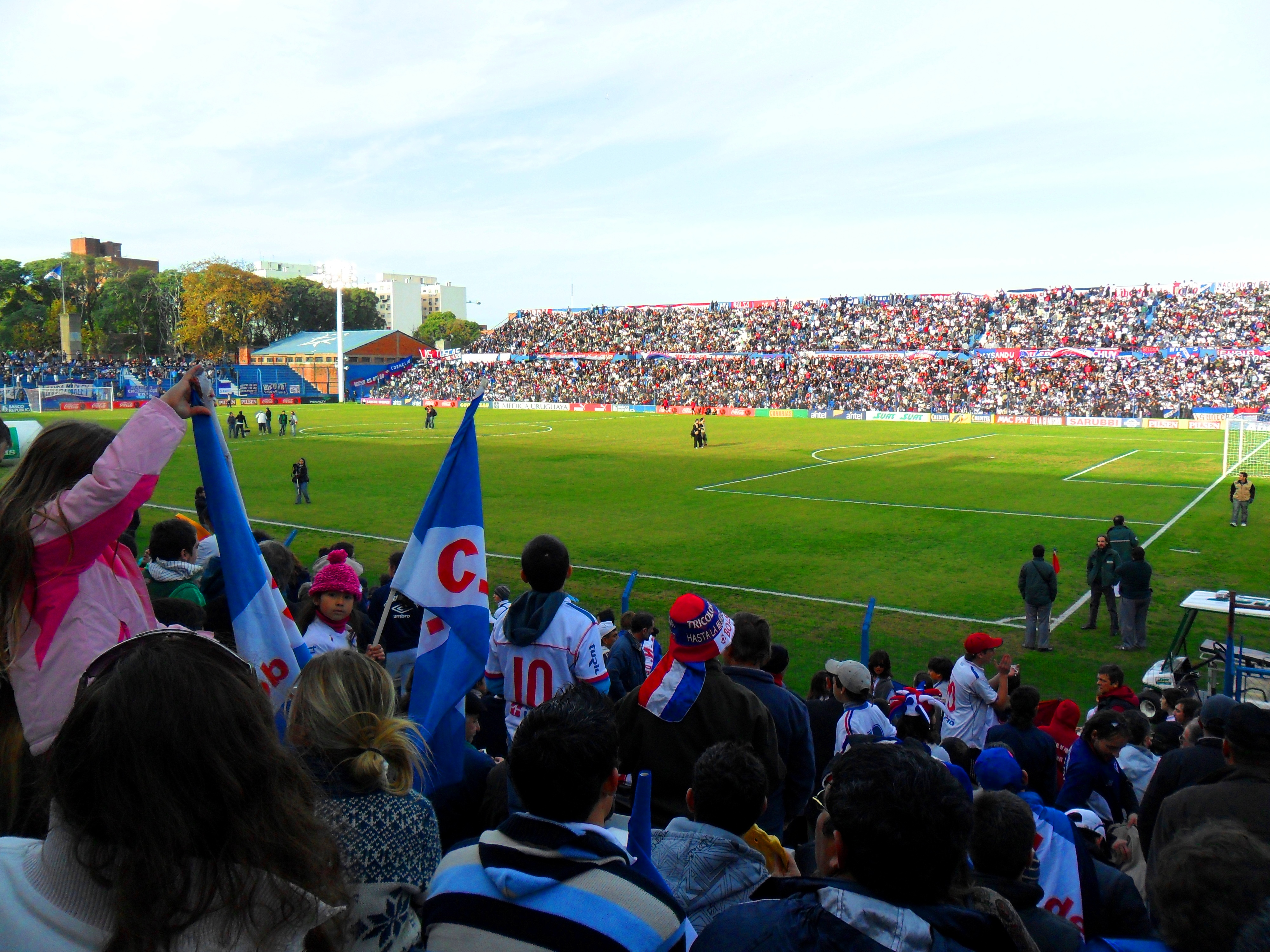
A Defensor elleni rangadó 2011. május 28-án

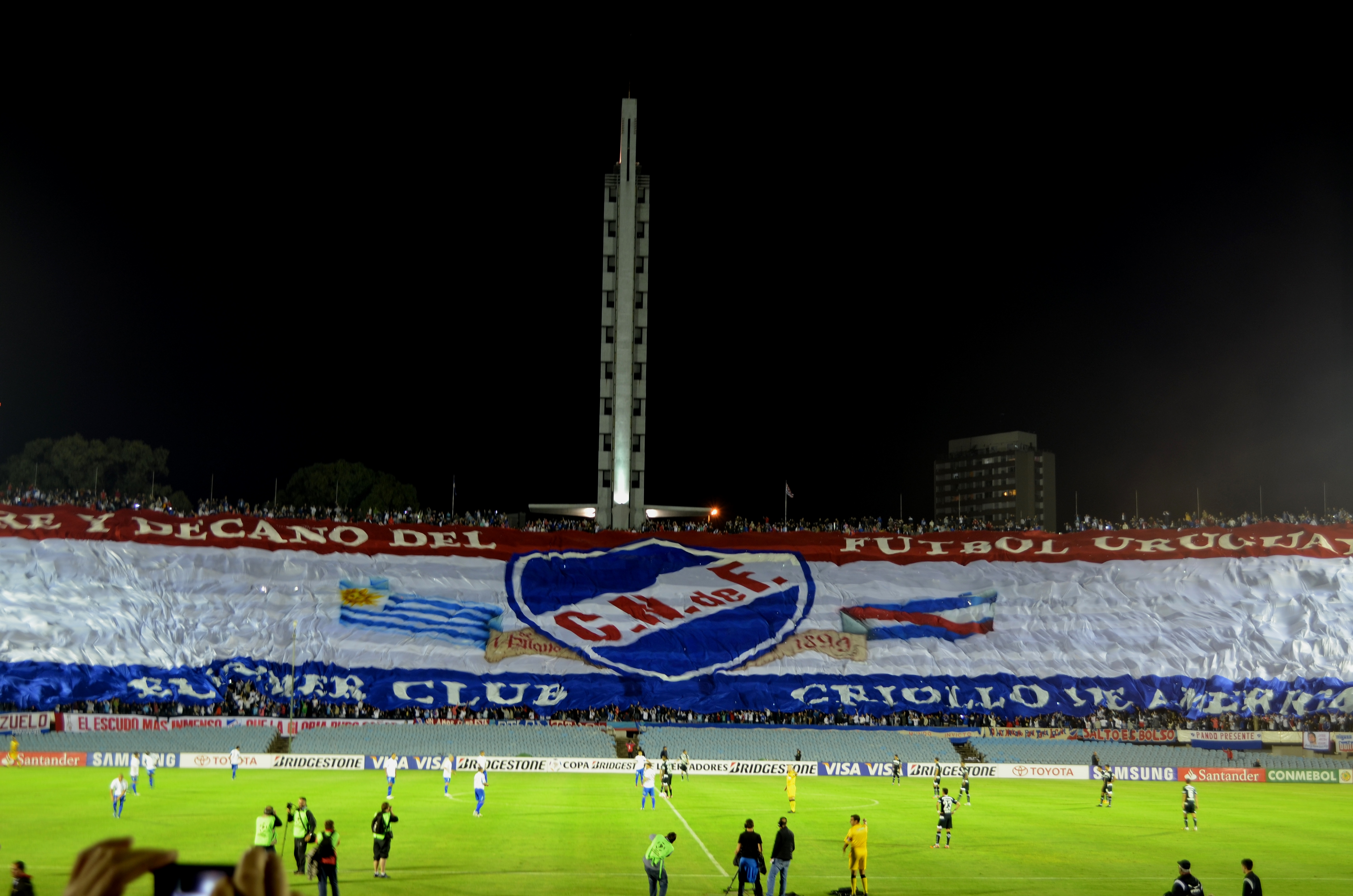
A 30 000 négyzetméteres(600m x 50m) óriás transzparens az Atlético Madrid elleni 2013-as EuroAmericana-kupán, a Centenario Stadionban

## Sikerlista
- Primera División (46):

1902, 1903, 1912, 1915, 1916, 1917, 1919, 1920, 1922, 1923, 1924, 1933, 1934, 1939, 1940, 1941, 1942, 1943, 1946, 1947, 1950, 1952, 1955, 1956, 1957, 1963, 1966, 1969, 1970, 1971, 1972, 1977, 1980, 1983, 1992, 1998, 2000, 2001, 2002, 2005, 2005–06, 2008–09, 2010–11, 2011–12, 2014–15, 2016
- Uruguayi Liguilla (Libertadores selejtező sorozat) (8): 1982, 1990, 1992, 1993, 1996, 1999, 2007, 2008

### Nemzetközi eredmények
Tie-kupa
- Győztes (2): 1913, 1915
- Döntős (2): 1912, 1919

Copa de Honor Cousenier
- Győztes (4): 1905, 1915, 1916, 1917
- Döntős (2): 1906, 1913

Copa Libertadores (3)1971, 1980, 1988
Interkontinentális kupa (3)1971, 1980, 1988
Copa Interamericana (2)1972, 1989
Recopa Sudamericana (1)1989

## Játékoskeret
2019. november 24-től
| #  |     | Poszt | Név                                        |
| -- | --- | ----- | ------------------------------------------ |
| 1  | URU | K     | Sergio Rochet                              |
| 2  | URU | V     | Mathías Laborda                            |
| 7  | URU | CS    | Brian Ocampo                               |
| 8  | URU | KP    | Gabriel Neves                              |
| 9  | ARG | CS    | Gonzalo Bergessio                          |
| 10 | ARG | KP    | Pablo Barrientos                           |
| 11 | URU | CS    | Gonzalo Castro                             |
| 12 | PAN | K     | Luis Mejía                                 |
| 18 | URU | CS    | Sebastián Fernández                        |
| 20 | URU | KP    | Felipe Carballo (kölcsönben a Sevilla-tól) |
| 21 | URU | V     | Guzmán Corujo                              |
| 23 | URU | KP    | Santiago Rodríguez                         |
| 25 | URU | K     | Guillermo Centurión                        |

| #  |     | Poszt | Név               |
| -- | --- | ----- | ----------------- |
| 26 | URU | V     | Armando Méndez    |
| 27 | URU | KP    | Joaquín Trasante  |
| 28 | URU | KP    | Pablo García      |
| 29 | URU | CS    | Thiago Vecino     |
| 32 | URU | KP    | Emiliano Martinez |
| 35 | URU | K     | Ignacio Suárez    |
| -  | URU | CS    | Rodrigo Amaral    |
| -  | ARG | CS    | Cristian Duma     |
| -  | ARG | KP    | Claudio Yacob     |
| -  | URU | V     | Ayrton Cougo      |
| -  | URU | V     | Mathías Suárez    |
| -  | PAR | V     | Miguel Jacquet    |
| -  | URU | V     | Renzo Orihuela    |

## A klub híres játékosai
| - José Brachi sikerei: 1916-os Copa América - Pablo Dacal sikerei: 1916-os Copa América - Francisco Castellino sikerei: 1916-os Copa América - Alfredo Foglino sikerei: 1916-os Copa América, 1917-es Copa América, 1920-as Copa América - José Vanzzino sikerei: 1916-os Copa América, 1917-es Copa América, 1926-os Copa América - Ángel Romano sikerei: 1916-os Copa América, 1917-es Copa América, 1920-as Copa América, 1924-es Copa América, 1926-os Copa América - Pascual Somma sikerei: 1916-os Copa América, 1917-es Copa América, 1920-as Copa América, 1923-as Copa América, - Alfredo Zibechi sikerei: 1916-os Copa América, 1920-as Copa América, 1924-es Copa América - Andrés Mazali sikerei: 1923-as Copa América, 1924-es Copa América, 1926-os Copa América, - Alfredo Ghierra sikerei: 1923-as Copa América, 1924-es Copa América - Juan Píriz sikerei: - Héctor Scarone sikerei:, 1917-es Copa América, 1923-as Copa América, 1924-es Copa América, 1926-os Copa América, - José Andrade sikerei: 1923-as Copa América, 1924-es Copa América, 1926-os Copa América, - Santos Urdinarán sikerei: 1923-as Copa América, 1924-es Copa América, 1924-es Copa América, - José Nasazzi sikerei: , 1935-ös Copa América - Pedro Cea sikerei: - Pedro Petrone sikerei: - Conduelo Píriz sikerei: - Emilio Recoba sikerei: 1926-os Copa América - Zoilo Saldombide sikerei: , 1924-es Copa América, 1926-os Copa América - Héctor Castro sikerei: 1926-os Copa América, 1935-ös Copa América - Aníbal Ciocca sikerei: 1935-ös Copa América, 1942-es Copa América - Enrique Fernández sikerei: 1935-ös Copa América - Luis Ernesto Castro sikerei: 1942-es Copa América - Eugenio Galvalisi sikerei: 1942-es Copa América - Roberto Porta sikerei: 1942-es Copa América - Bibiano Zapirain sikerei: 1942-es Copa América - Shubert Gambetta sikerei: 1942-es Copa América - Aníbal Paz sikerei: 1942-es Copa América - Julio Pérez sikerei: - Rodolfo Pini sikerei: - Eusebio Tejera sikerei: - Javier Ambrois sikerei: 1956-os Copa América - Roberto Leopardi sikerei: 1956-os Copa América - Héctor Ramos sikerei: 1956-os Copa América - Guillermo Escalada sikerei: 1956-os Copa América, 1959-es Copa América (Ecuador) - Héctor Núñez - Elgar Baeza sikerei: 1967-es Copa América - Jacinto Callero sikerei: 1967-es Copa América - Héctor Carlos Cingunegui sikerei: 1967-es Copa América - Julio Walter Montero Castillo sikerei: 1967-es Copa América - Juan Martín Mujica sikerei: 1967-es Copa América - Jorge Oyarbide sikerei: 1967-es Copa América - Domingo Salvador Pérez sikerei: 1967-es Copa América - Ruben Techera sikerei: 1967-es Copa América | - José Eusebio Urruzmendi sikerei: 1967-es Copa América - Mario Bergara sikerei: 1959-es Copa América (Ecuador) - Horacio Troche sikerei: 1959-es Copa América (Ecuador) - Emilio Álvarez - Luis Cubilla - Carlos Aguilera sikerei: 1983-as Copa América - Antonio Alzamendi sikerei: 1983-as Copa América - Wilmar Cabrera sikerei: 1983-as Copa América - Juan Eduardo Ferrari sikerei: 1983-as Copa América - Washington González sikerei: 1983-as Copa América - Jorge Villazán sikerei: 1983-as Copa América - Rodolfo Rodríguez sikerei: 1983-as Copa América - José Luis Sosa sikerei: 1983-as Copa América - José Luis Pintos Saldanha sikerei: 1987-es Copa América - Mauricio Joselito Silvera sikerei: 1987-es Copa América - Nelson Abeijón sikerei: 1995-ös Copa América - Álvaro Gutiérrez sikerei: 1995-ös Copa América - Gustavo Méndez sikerei: 1995-ös Copa América - Guillermo Sanguinetti - Daniel Fonseca - Rodrigo Lemos - Fabian O’Neill - Osvaldo Canobbio - Santiago Ostolaza - Álvaro Recoba - Rubén da Silva - Gustavo Varela - Marcelo Saralegui - Gustavo Mendez - Gianni Guigou - Daniel Lembo - Rubén Sosa - Andrés Scotti - Sebastián Abreu - Diego Lugano - Gustavo Munúa - Sebastián Eguren - Luis Suárez - Nicolás Lodeiro - Pablo Caballero - Diego Arismendi - Diego Godín - Sebastián Coates sikerei: 2011-es Copa América - Mauricio Victorino - Jorge Andrés Martínez |